# McDonald's Championship
McDonald's Championship, também conhecido como McDonald's Open, foi um torneio internacional entre clubes de basquetebol masculino.

## História
Organizado pela cadeia de fast-food McDonald's, teve a sua primeira edição em 1987 na cidade Milwaukee, Estados Unidos. A última edição ocorreu em 1999 em Milão, Itália. Apesar de ter sido um torneio entre clubes a nível mundial, a FIBA não reconhece o torneio como oficial da federação. Portanto, os vencedores são considerados "campeões mundiais simbólicos". O Vasco da Gama foi o único clube sulamericano a chegar à final do torneio contra o San Antonio Spurs dos Estados Unidos. Apenas equipes da NBA conquistaram o torneio.

## Formato
Geralmente o torneio era disputado pelos campeões continentais e uma equipe convidada da NBA. Porém, houve edições em que algumas equipes do mundo participaram após terem sido convidadas pelo fato de serem campeãs nacionais. Eram realizados jogos eliminatórios entre as equipes, até à final.

## Regras
As regras adotadas eram uma combinação entre as regras da NBA e das ligas européias.

## Campeões
| Ano  | Cidade                    | Campeão                             | Vice-campeão                |
| ---- | ------------------------- | ----------------------------------- | --------------------------- |
| 1987 | Milwaukee, Estados Unidos | Milwaukee Bucks · Estados Unidos    | Seleção Soviética           |
| 1988 | Madrid, Espanha           | Boston Celtics · Estados Unidos     | Real Madrid · Espanha       |
| 1989 | Roma, Itália              | Denver Nuggets · Estados Unidos     | KK Split · Croácia          |
| 1990 | Barcelona, Espanha        | New York Knicks · Estados Unidos    | Pop 84 Split · Croácia      |
| 1991 | Paris, França             | Los Angeles Lakers · Estados Unidos | Joventut Badalona · Espanha |
| 1993 | Munique, Alemanha         | Phoenix Suns · Estados Unidos       | Virtus Bologna · Itália     |
| 1995 | Londres, Inglaterra       | Houston Rockets · Estados Unidos    | Virtus Bologna · Itália     |
| 1997 | Paris, França             | Chicago Bulls · Estados Unidos      | Olympiacos · Grécia         |
| 1999 | Milão, Itália             | San Antonio Spurs · Estados Unidos  | Vasco da Gama · Brasil      |